# Свети Атанасий (Премка)
Вижте пояснителната страница за други значения на Свети Атанасий.
„Свети Атанасий Велики“ (на македонска литературна норма: „Свети Атанасиј“) е възрожденска църква в кичевското село Премка, Република Македония. Църквата е част от Кичевското архиерейско наместничество на Дебърско-Кичевската епархия на Македонската православна църква – Охридска архиепископия. Изградена е в 1871 година. Църквата не е изписана. Иконите на иконостаса са дело на Кръсте и Траян от 1866 година, а по-късно ги допълват Павел и Здраве Велкови от Премка.
До 1926 година в църквата се съхранява Кичевският октоих, открит от Тома Смилянич Брадина. Оттам единият дял е предаден в Скопския музей, а другите два са продадени през 1950 година на Народната библиотека в Белград.